# Лушка (фильм)
«Лушка» — советская киноповесть 1964 года, снятая на Киевской киностудии им. А. П. Довженко режиссёрами Леопольдом Бескодарным и Игорем Самборским по сценарию Лидии Вакуловской.
Премьера состоялась 12 июля 1965 года. Фильм посмотрели 15,4 млн зрителей.

## Сюжет
Молодой шофёр такси Луша Кукушкина встречает молодого инженера Кирилла. Она быстро влюбляется в него, несмотря на его тайны и грусть. Однажды Лушка сталкивается с тем, что Кирилл причастен к преступным делам и испытывает внутренний конфликт между любовью и моралью. Она решает поддержать его и верит, что он может измениться к лучшему. В конце концов, Лушка отправляется на встречу с любимым человеком, надеясь на то, что он станет настоящим человеком.

Ведущая мысль сценария — утверждение высокой ответственности каждого советского человека за судьбу товарища.
— Лидия Вакуловская, журнал «Советский экран», №14, 1964

## Роли исполняют
- Вера Майорова-Земская — Лушка Кукушкина (главная роль)
- Михаил Державин — Кирилл
- Фёдор Чеханков — Фёдор
- Нина Дорошина — Лялька
- Николай Талюра — Чумак
- Неонила Гнеповская — судья
- Станислав Хитров — Крутиков
- Юрий Мажуга — Бычок
- Николай Яковченко
- Ада Волошина — эпизод
- Виктор Степаненко — эпизод
- Борис Харитонов — эпизод
- Анатолий Иванов — эпизод
- Николай Гарин — эпизод
- Александр Каменко-Александровский — эпизод
- Виталий Дорошенко — эпизод
- Л. Зноба — эпизод
- Владимир Пицек — дядя Ваня
- Вадим Дмитрюк — эпизод
- Г. Апанасович — эпизод
- Владимир Алексеенко — эпизод
- А. Молчанов — эпизод
- Мария Капнист — портниха (нет в титрах)

## Съёмочная группа
- Режиссёры: Леопольд Бескодарный, Игорь Самборский
- Сценарист: Лидия Вакуловская
- Оператор: Алексей Прокопенко
- Художник: Михаил Юферов
- Звукорежиссёр: Адриана Федоренко
- Композитор: Андрей Эшпай